# Superstar (Jamelia)
Superstar è il secondo singolo estratto dall'album Thank You della cantante R&B inglese Jamelia, cover dell'omonimo brano della cantante Christine Milton. La canzone, pubblicata in Inghilterra nel  2003, ha esordito nella classifica di vendite inglese direttamente alla posizione numero 8 ma dopo un mese di programmazione radiofonica, la canzone è balzata alla posizione numero 3. Superstar ha ottenuto il disco d'oro nel Regno Unito ed ha trascorso oltre venti settimane in classifica.
Superstar ha raggiunto la posizione numero 1 anche in Australia e Nuova Zelanda, ottenendo enorme successo anche negli altri paesi del mondo. In Italia il brano ha raggiunto la popolarità dopo essere stato utilizzato come colonna sonora della campagna pubblicitaria Infostrada.
Nel novembre 2006, una nuova versione di Superstar è apparsa sull'album di debutto di Bianca Ryan, vincitrice del Reality Show statunitense America's Got Talent.

## Tracce
- UK - CD: 1

1. Superstar
2. Bounce (Mizchif Makaz mix)

- UK - CD: 2

1. Superstar (original version)
2. Superstar (Rob Reef Tewlow remix)
3. Ayo Superstar (JD remix)
4. Superstar (video)

## Classifiche
| Classifica (2003) | Posizione massima |
| ----------------- | ----------------- |
| Australia         | 1                 |
| Austria           | 3                 |
| Belgio (Fiandre)  | 7                 |
| Belgio (Vallonia) | 6                 |
| Finlandia         | 9                 |
| Francia           | 3                 |
| Germania          | 4                 |
| Grecia            | 6                 |
| Indonesia         | 16                |
| Irlanda           | 19                |
| Italia            | 4                 |
| Paesi Bassi       | 3                 |
| Lithuania         | 2                 |
| Nuova Zelanda     | 1                 |
| Norvegia          | 9                 |
| Spagna            | 14                |
| Corea del Sud     | 6                 |
| Svezia            | 8                 |
| Svizzera          | 2                 |
| UK                | 3                 |